# Mukhtar Mai
Mukhtaran Bibi (tiếng Urdu: مختاراں بی بی., sinh năm 1972, nay được gọi là Mukhtar Mai) là một phụ nữ Pakistan tại làng Meerwala, thuộc Tehsil (hạt) Jatoi, quận Muzaffargarh của Pakistan..
Cô là nạn nổi tiếng nhất sống sót sau vụ hiếp dâm tập thể theo hình thức "Tôn vinh danh dự" (thuật ngữ trong tiếng Anh: Honor killing). Theo tục lệ Pakistan, sau khi khi chịu nhục hình, Mukhtar Mai phải tự sát vì danh dự gia đình. Nhưng cô tiếp tục đấu tranh chống lại những hủ tục tàn bạo và trở thành một biểu tượng đấu tranh cho quyền phụ nữ ở nước Pakistan và trên toàn thế giới.

## Cuộc sống ban đầu
Mukhtar Mai, sinh ra tại một gia đình thuộc đẳng cấp Gujar, thuộc số gia đình nghèo nhất làng Meerwala. Gia đình cô sống nhờ vài đám ruộng và mía xung quanh, có vài con bò đực, một con bò cái và dê. Nhà họ không có điện, điện thoại và đường ống nước.
Cô ly hôn ở tuổi 19 sau cuộc hôn nhân sắp đặt không hạnh phúc. Cô trở về sống cùng người thân ở Meerwala bằng việc thêu thùa và dạy kinh Coran.

## Nạn nhân của hủ tục karo kari

### Sự cố em trai bị buộc tội oan bởi bộ tộc Mastoi
Câu chuyện xảy ra tại làng Meerwala năm 2002, em trai của Mukhtar Mai là Abdul Shakoor khi ấy 14 tuổi có quan hệ tình cảm với cô gái Salma của bộ tộc Mastoi. Cô gái này thuộc gia đình có địa vị xã hội cao hơn và Mastoi là bộ tộc đối nghịch. Gia đình cô gái cho rằng Shakoor đã cưỡng hiếp con gái họ.  Tuy nhiên, một cuộc điều tra của chính phủ sau này cho thấy Abdul không phạm tội. Trong cuốn tự truyện "Bị lăng nhục" của Mukhtar Mai viết vào những năm sau đó, cô cũng khẳng định em trai mình vô tội.

### Chịu nhục hình để đền tội cho em trai theo phán quyết của hội đồng trưởng lão
Sau cáo buộc đối với Abdul Shakoor, gia đình cô gái Salma đã kiện đến hội đồng trưởng lão. Mukhtar phải đích thân xin lỗi về hành vi của em trai mình. 
Hội đồng trưởng lão làng Meerwala muốn làm nguôi cơn giận của người Mastoi và sau vài giờ họ đưa ra phán quyết: chị gái của Abdul là Mukhtar Mai phải chịu tội cho em trai bằng hình thức xử phạt cưỡng dâm. Hình thức xử phạt này bắt nguồn từ một luật tục lạc hậu tên là "karo kari".
Mukhtar Mai bị đưa ra cưỡng hiếp tập thể bởi bốn người đàn ông bộ tộc Mastoi theo phán quyết của các trưởng lão. Sau đó cô còn phải cởi trần truồng diễu khắp làng trước hàng trăm người nhằm răn đê những kẻ chống lại quyền lực của bộ tộc Mastoi,

### Phán quyết của tòa án Lahore bỏ lọt tội phạm
Theo hủ tục Karo kari, Mukhtar Mai sau đó phải tự sát để bảo toàn danh dự nhưng cô đã can đảm chống lại luật tục này và kiện những kẻ phạm tội ra tòa. Tòa án Pakistan ban đầu đã tuyên án tử hình hai trưởng lão và bốn kẻ trực tiếp tuy vậy tòa án cao cấp Lahore sau đó đã bất ngờ bác bỏ toàn bộ những phán quyết này với lý do là không đầy đủ chứng cớ. Chỉ có một án chung thân còn lại năm trường hợp kia được  phóng thích.

## Phản ưng của dư luận
Cộng đồng Pakistan phản đối mạnh mẽ sau phán quyết của tòa án cao cấp Lahore. Chủ lịch Ủy ban Nhân quyền Pakistan cho biết, ông hoàn toàn thất vọng về phán quyết của Tòa án Lahore. Vụ kiện đã thu hút rất nhiều sự quan tâm của báo giới Pakistan và quốc tế. Báo chí ở Lahore, đài BBC của Anh, Báo Newsweek và Time của Mỹ, lên tiếng bênh vực cho Mukhtar Mai. Các phong trào nữ quyền ở Pakistan tổ chức nhiều cuộc biểu tình để đòi công lý cho cô.

## Mukhtar Mai giành giải thưởng "người phụ nữ của năm 2005"
Bất chấp sự đe dọa sẽ giết Mukhtar Mai, cô theo đuổi vụ kiện đến cùng và buộc những kẻ thủ ác vào tù trở lại. Vụ kiện tiếp tục kéo dài nhiều năm. Sau đó Mukhtar Mai dùng tiền được bồi thường và tiền ủng hộ của các nhà hảo tâm vào công tác xã hội. Cô xây dựng 2 ngôi trường  ở vùng ngoại ô Lahore và đi các nơi, vận động lập quỹ giáo dục cho trẻ em nghèo. Tạp chí Glamour đã trao tặng giải thưởng "Người phụ nữ của năm 2005" trị giá 20.000 USD cho Mukhtar Mai vì lòng quả cảm. Với số tiền thưởng này Mukhtar Mai dành 5.000 USD cho những nạn nhân trong một thảm họa động đất thảm họa tại Pakistan và dành khoản còn lại để xây dựng một đường dây nóng và một khu nhà trọ nhằm trợ giúp những phụ nữ bị ngược đãi.  Tháng Ba năm 2007, Mukhtar Mai lại vinh dự được nhận giải thưởng Bắc-Nam của Hội đồng Châu Âu cho những đóng góp về hoạt động nhân quyền. Năm 2006 cuốn tự truyện Bị lăng nhục của Mukhtar Mai được xuất bản, dịch ra hai mươi ba ngôn ngữ khác nhau, trở thành nguồn động viên tinh thần với nữ quyền trên thế giới.